# Neurosciences des systèmes
Les neurosciences des systèmes est un sous-domaine des neurosciences qui étudie le fonctionnement du système nerveux sous l'angle de l'analyse des systèmes et des réseaux, c'est-à-dire en considérant les circuits nerveux dans leur ensemble, aux niveaux moléculaire et cellulaire mais aussi à plus large échelle.

## Caractéristiques
L'une des particularités de ce champ de recherche par opposition à d'autres approches en neurosciences est de s'organiser autour des grands circuits de neurotransmetteurs comme la dopamine et d'étudier leurs rôles aussi bien aux niveaux intégrés du comportement et de la cognition que leur mécanismes d'action sur la physiologie des neurones.